# Yeehaw Junction
Yeehaw Junction est une census-designated place située dans le comté d’Osceola, dans l’État de Floride, aux États-Unis. Lors du recensement de 2010, sa population s’élevait à 240 habitants.

## Démographie
| Groupe            | Yeehaw Junction | Floride | États-Unis |
| ----------------- | --------------- | ------- | ---------- |
| Blancs            | 92,1            | 75,0    | 72,4       |
| Autres            | 3,3             | 19,7    | 19,0       |
| Métis             | 2,9             | 2,5     | 2,9        |
| Amérindiens       | 1,3             | 0,4     | 0,9        |
| Asiatiques        | 0,4             | 2,4     | 4,8        |
| Total             | 100             | 100     | 100        |
|                   |                 |         |            |
| Latino-Américains | 6,3             | 22,5    | 16,7       |

Selon l'American Community Survey pour la période 2010-2014, 100 % de la population âgée de plus de 5 ans déclare parler l'anglais à la maison.
Le revenu par habitant était en moyenne de 17 931 dollars par an entre 2012 et 2016, en-dessous de la moyenne de Floride (27 598 dollars), et à la moyenne nationale (29 829 dollars). Sur cette même période, 30,2 % des habitants de Yeehaw Junction vivaient sous le seuil de pauvreté (contre 16,1 % dans l'État et 12,7 % à l'échelle des États-Unis).
| 2000 | 2010 | - | - | - | - |
| ---- | ---- | - | - | - | - |
| 209  | 240  | - | - | - | - |

## Source
- (en) Cet article est partiellement ou en totalité issu de l’article de Wikipédia en anglais intitulé « Yeehaw Junction, Florida » (voir la liste des auteurs).